# Sidi Ouassay
Sidi Ouassay  (in arabo سيدي وساي‎?) è un centro abitato e comune rurale del Marocco situato nella provincia di Chtouka-Aït Baha, regione di Souss-Massa. Conta una popolazione di 9 087 abitanti (censimento 2014).